# Indiantown (Florida)
Indiantown ist  ein Village im Martin County im US-Bundesstaat Florida. Das U.S. Census Bureau hat bei der Volkszählung 2020 eine Einwohnerzahl von 6.560 ermittelt.

## Geographie
Indiantown liegt rund 35 km südwestlich von Stuart sowie etwa 140 km nördlich von Miami. Die Ortschaft wird von den Florida State Roads 76 und 710 sowie vom Okeechobee Waterway durchquert bzw. tangiert.

## Geschichte
Im April 1924 wurde das Tochterunternehmen Florida, Western and Northern Railroad der Seaboard Air Line Railroad (SAL) gegründet, das eine Bahnstrecke von Coleman über Sebring und Indiantown bis West Palm Beach bauen sollte. Der gesamte Korridor wurde im Januar 1925 eröffnet. Indiantown war bis 1971 ein Personenzughalt der SAL. Anschließend übernahm Amtrak den Betrieb auf der Strecke und ließ den Bahnhof auf.

## Demographische Daten
Laut der Volkszählung 2010 verteilten sich die 6083 Einwohner des damaligen Census-designated place (CDP) auf 1751 Haushalte. Die Bevölkerungsdichte lag bei 392,5 Einw./km². 48,9 % der Bevölkerung bezeichneten sich als Weiße, 14,6 % als Afroamerikaner, 3,4 % als Indianer und 0,2 % als Asian Americans. 30,2 % gaben die Angehörigkeit zu einer anderen Ethnie und 2,7 % zu mehreren Ethnien an. 64,6 % der Bevölkerung bestand aus Hispanics oder Latinos.
Im Jahr 2010 lebten in 44,2 % aller Haushalte Kinder unter 18 Jahren sowie 38,5 % aller Haushalte Personen mit mindestens 65 Jahren. 76,8 % der Haushalte waren Familienhaushalte (bestehend aus verheirateten Paaren mit oder ohne Nachkommen bzw. einem Elternteil mit Nachkomme). Die durchschnittliche Größe eines Haushalts lag bei 3,79 Personen und die durchschnittliche Familiengröße bei 3,91 Personen.
32,7 % der Bevölkerung waren jünger als 20 Jahre, 29,5 % waren 20 bis 39 Jahre alt, 19,5 % waren 40 bis 59 Jahre alt und 18,4 % waren mindestens 60 Jahre alt. Das mittlere Alter betrug 31 Jahre. 55,3 % der Bevölkerung waren männlich und 44,7 % weiblich.
Das durchschnittliche Jahreseinkommen lag bei 38.975 $, dabei lebten 26,8 % der Bevölkerung unter der Armutsgrenze.
Im Jahr 2000 war Englisch die Muttersprache von 52,17 % der Bevölkerung, spanisch sprachen 37,25 % und 10,58 % sprachen Maya-Sprachen.

## Sehenswürdigkeiten
Am 31. Mai 2006 wurde das Seminole Inn in das National Register of Historic Places eingetragen.